# 里奇菲爾德 (紐約州非建制地區)
里奇菲爾德（英語：Richfield）是位於美國紐約州奧齊戈縣的非建制地區。

## 地理
里奇菲爾德所處的海拔為高於海平面450米（即1476英呎），而該地所採用的時區為UTC-5，即北美东部时区（EST）。同時該地設有夏令時間，為UTC-5調快一小時，即UTC-4（EDT）。